# Cryptanaerobacter phenolicus
Cryptanaerobacter phenolicus è una specie di batterio appartenente alla famiglia delle Peptococcaceae. Questo batterio ha la caratteristica di produrre benzoato dal fenolo attraverso il 4-idrossibenzoato.